# Cantata criolla
La Cantata criolla (Florentino el que cantó con El Diablo) o simplemente Cantata criolla es una pieza musical compuesta por el músico venezolano Antonio Estévez, estrenada el 25 de julio de 1957, en la ciudad de Caracas, cuya popularidad y calidad la han convertido en pieza ícono del nacionalismo musical venezolano, la letra nace del mítico poema venezolano «Florentino el que cantó con el Diablo» escrito por Alberto Arvelo Torrealba, el cual narra una competencia de canto o contrapunteo entre Florentino y el Diablo. La variedad, la intensidad, la forma en como entra cada instrumento, la manera en que los cantantes interpretan, la forma como los coros se desenvuelven a lo largo de la obra, hacen que sea una de las mejores obras clásicas latinoamericanas. La Cantata Criolla se ha presentado por años en los más exigentes escenarios del mundo, siendo interpretada por las orquestas más importantes a nivel mundial, siendo incorporado además en muchos casos, del acompañamiento de compañías de danza. La difusión de esta obra, permitió que la cultura llanera llegara a todas partes del mundo, transmitiendo lo más profundo de su esencia.

## Composición
El proceso de composición de la cantata criolla se inicia en 1947, Antonio Estévez tenía la costumbre de viajar   con libros de escritores venezolanos, tal es el caso del Poema Cantaclaro de Rómulo Gallegos, o el Silva Criolla de Francisco Lazo Martí, esto le permitió encontrarse con el poema de Arvelo Torrealba en la ciudad de Nueva York. En Nueva York, Estévez habla una noche con Natalia Silva, y le transmite su euforia por el texto de Arvelo Torrealba, la artista le pide que convierta la obra en un trabajo para danza. Estévez, bajo el influjo del poema, le responde: Si supieras que yo no veo al Florentino como algo para danza; veo esto como una obra para coro, orquesta y dos solistas…
El hecho de leer estas obras, que tienen muchas cosas en común, sobre todo el hecho de representar el acervo cultural y la idiosincrasia del venezolano, le permitió concluir a Estévez que esta obra no debía ser una obra ortodoxa, no debía ser un ballet, esta obra debía plasmar el nacionalismo venezolano, el patriotismo criollo, la esencia del llano y el campo venezolano, la vida dura del llanero, los sonidos autóctonos del campo. Las líneas melódicas las fue desarrollando de a poco, incluso Estévez llegó a componer los primeros compases y la configuración de la estructura de la cantata, estando preso; y que en junio de 1952, cuando cumple su habitual visita al Instituto Venezolano-Soviético, Estévez fue detenido durante una redada violenta de la entonces Seguridad Nacional, junto con otros intelectuales comunistas de la época, este hecho incluso generó la ruptura de relaciones de Venezuela con la Unión Soviética. Los detenidos fueron llevados a la cárcel de El Obispo, estuvo preso durante varios meses. Posteriormente, concibe que en la obra “debe predominar una música larga como el horizonte, extendida, cargada de modo menor musical, de expresión dolorosa y concentrada, como cuando el llanero afina el cuatro.
A fines de 1953, en Caracas, concluye la primera parte, Luego se trasladó junto con Fredy Reyna hasta las poblaciones de Ortiz, El Sombrero, Parapara, Palo Seco, Calabozo, Corozopando, para escuchar joropos, ver bailes y escuchar contrapunteos. Todo esto hasta llegar a San Fernando de Apure, donde es recibido por el gobernador de entonces, allí le prepararon una velada con arpistas y cantantes de salón, cosa que a Estévez no le gustó, pues lo que estaba buscando era quien le mostrara lo auténtico de la música llanera venezolana, con lo recio criollo que la situación meritaba. En esa misma velada el señor que preparaba la carne asada, le sugiere que se llegue hasta Achaguas, era  Semana Santa y le fue difícil, pues en ese pueblo son muy devotos del Nazareno y celebran por todo lo alto las fiestas de Semana Santa, cuando llega al pueblo, tarde en la noche empezó a oír un arpa, estaban afinando el instrumento, ante aquel magno sonido, Estévez sintió escalofríos y creyó estar soñando, luego el arpista hizo algunos registros musicales en el arpa, y comenzó a tocar un seis numerado, Estévez jamás había escuchado ni un seis numerado ni un seis por derecho, que son ritmos alegres del género joropo, fue a buscar a aquel arpista y ve a un hombre con un sombrero negro y con rasgos de raza india, era Ignacio “Indio” Figueredo, uno de los arpistas más grandes y más viejos de la música llanera venezolana, acompañó a Figueredo y su conjunto durante toda la noche, a las 11:00 a. m. pidió permiso al jefe del pueblo para encender la energía eléctrica, y comenzó a grabar, estaba listo, ya Estévez tenía la base para empezar el contrapunteo de la Cantata Criolla. En esos días surgió el Premio “Vicente Emilio Sojo”, creado por la Orquesta Sinfónica Venezuela, Estévez inscribió la obra en el Concurso, lo que le mereció el premio en el año 1954, recibe el Premio y todo está listo para el estreno de la obra.

## La Obra
La obra está escrita para orquesta, coro y dos solistas dividida en tres partes amplias con diferentes tiempos y compases. El material melódico de los dos personajes hace uso de cantos gregorianos: Para los grandes momentos el compositor utilizó fragmentos de música religiosa; en la invitación a cantar hecha por el diablo a Florentino, se oye el “dies irae” ( día de ira: canto del oficio de difuntos), se repite en medio del contrapunteo como introducción a una de las coplas de El Diablo; y en la huida del Diablo al sentirse derrotado, el Ave Maris Stella (salve estrella los mares). Tiene una duración de 35 minutos, y fue compuesta para los siguientes instrumentos: flautín o piccolo, 2 flautas transversas, 3 oboes o 3  cornos ingleses, 2 clarinetes, 1 clarinete bajo, 3 fagotes (o 3 contrafagotes), 4 trompetas, 3 trombones, tuba, timbales, percusión (xilófono, bloques de templo, bombo, maracas, 2 platillos suspendidos, gong, redoblantes, látigo, 2 triángulos, 2 campanas tubulares), 2 arpas, piano, cuerdas, coro y solo de tenor y barítono. El papel del diablo está hecho para un barítono y el papel de Florentino para un tenor. Inicia con un intervalo de octava descendente, tiene figuras rítmicas complejas que se alternan, cambios de compases de 17/16 a 2/8 para seguir en 15/8 y pasar a un joropo en 6/8 en donde se hace la mayoría del contrapunteo. Los coros hacen el papel del narrador, son coros de hasta ocho voces, se mantienen estáticos durante el contrapunteo, hasta la huida de El Diablo en que repiten los versos sagrados de Florentino

### El Reto
El reto, es el primer movimiento o primera parte es lenta y suave, música cadenciosa en la cual se puede percibir cada sonido, cada movimiento a la perfección, con una atmósfera misteriosa y dramática, en el primer momento, se describe de manera minuciosa el ambiente, en la narración  se habla de un sitio solo, tenebroso y oscuro por el cual va pasando Florentino, allí tiene una especie de primer encuentro, en el cual observa cosas extrañas, utiliza el cuerno de beber para agarrar agua de un caño, y cuando lo saca no hay agua, el cuerno está lleno de arena. Los coros permanecen por lo general en modo de nota contra nota, acentuando las palabras y haciendo énfasis en el relato de la historia. Esto da paso a “El reto” Amigo, en esta etapa  se puede percibir a «El Diablo» retando a Florentino con una actitud de confianza, muy soberbio y sobrado, lanzando el reto: Amigo, por si se atreve, aguárdeme en Santa Inés, que yo lo voy a buscar para cantar con usté; a lo que Florentino responde, sin miedo, pero de manera más seria y respetuosa, aceptando dicho reto: Sabana, sabana, tierra que hace sudar y querer, parada con tanto rumbo, con agua y muerta de sed, una con mi alma en lo sola, una con Dios en la fe; sobre tu pecho desnudo yo me paro a responder: sepa el cantador sombrío que yo cumplo con mi ley y como canté con todos tengo que cantar con él. Es importante mencionar que en esta parte, se puede notar algo típico de la idiosincrasia del llanero venezolano, el cual nunca rehúye a ningún reto por difícil que parezca, aunque esté en desventaja el llanero tiende a ir para adelante.

### La Porfía
Es la segunda parte o segundo movimiento, acá se denota música lenta, y tenebrosa, se asientan los tonos graves creando una tensión gradual describiendo un ambiente de lluvia que abrirá paso a una fuerte tormenta, cada sonido ambiente se puede percibir en este movimiento. Acá llega el diablo, en plena tormenta y con mucho barro en el suelo, se describe una situación sobrenatural, ya que el diablo entra seco, limpio y con la ropa planchada, con un cuchillo en la cintura, vestido de negro, con sombrero negro y con un toque totalmente misterioso, en la historia se narra como el diablo se va acercando a los instrumentos, que sería el conjunto de música llanera, arpa cuatro y maracas. Acá se aprecia mucha percusión y un coro oscuro, para luego dar paso al tercer movimiento. En esta parte el diablo comienza a cantar y arranca el contrapunteo. Lo que nos hace apreciar la obra, tanto el poema como la cantata es que El Diablo representa el mal, representa lo oscuro, lo tenebroso, lo misterioso, y lo que pretende es contrapuntear con los mejores cantantes del llano para derrotarlos y adueñarse de sus almas. Una porfía es una disputa o discusión que se mantiene con tenacidad, con insistencia en una acción para cuyo logro se halla resistencia.

#### Inicia el Contrapunteo
Para entender esta obra es necesario entender ciertos aspectos, la obra se basa en una forma de canto típico venezolano, en el género de joropo, El contrapunteo, en el cual dos cantantes se enfrentan, uno reta al otro, y una vez que el segundo acepta, inicia el contrapunteo, uno le pregunta al otro, quien responde puede a su vez responder y preguntar, pero siempre debe hacerlo de manera inteligente para poder ganar el contrapunteo, mientras que el que pregunta, debe hacer las preguntas lo más difícil posible para que el otro no pueda responder y así ganar el contrapunteo, en el llano venezolano perder un contrapunteo significa mancillar el honor y el orgullo del llanero, perder un contrapunteo es una ofensa grave, es motivo de burlas, es motivo de tristezas, es motivo de rabia. Durante el contrapunteo deben seguirse una serie de reglas, respetar la rima, no caer en obscenidades, la estructura de los versos debe ser la misma para ambos copleros, uno comienza y el otro termina el contrapunteo, por lo general el retador es quien pregunta y quien acepta el reto las responde. Existen distintos tipos de contrapunteo, con verso corrido cuyos versos se sostienen en la rima durante todo el contrapunteo, y el verso coleado en el cual quien que va respondiendo debe iniciar con la última frase o copla que lanzó el otro coplero. En este caso el contrapunteo entre Florentino y el Diablo es de verso coleado.
En esta etapa de la obra se observa el despliegue del trabajo de los solistas, El Diablo (barítono), inicia lanzando el primer verso en forma de pregunta: Catire quita pesares contésteme esta pregunta: ¿Cuál es el gallo que siempre lleva ventaja en la lucha y aunque le den en el pico tiene picada segura? Durante todo el contrapunteo se puede percibir al diablo evaluando a Florentino, haciéndole preguntas, muchas de ellas en sentido figurado, de manera metafórica, y en la voz del barítono se puede apreciar una actitud de sobrado, se aprecia que tiene confianza al momento de preguntar, como si supiera de antemano que Florentino no va a responder. Por el contrario el tenor se nota calmado, respondiendo inteligentemente, con sarcasmo, con metáforas, dándole vuelta  a la situación. Luego El Diablo viendo que no puede dominar a Florentino antes de que llegue el día, opta por incluir elementos de la naturaleza, queriendo sugestionar a Florentino, como diciéndole que así responda sus preguntas se lo va a llevar, que cada sonido que escuche y cada cosa que vea solo significa una cosa «el alma de Florentino es suya». Es muy interesante que esta etapa del contrapunteo, se puede percibir a un Florentino como algo asustado, más precavido y cuidadoso con lo que va a responder, pero Florentino siempre opta por los refranes, por la respuesta inteligente, El Diablo incluso viendo que Florentino es buen coplero se desespera y le cambia la consonante, a medida que avanza el contrapunteo el diablo acelera la velocidad, como si temiera algo; y al final Florentino viéndose como perdido, opta por decir versos sagrados nombrando o invocando vírgenes y santos para que lo protejan,  y de repente el diablo se marcha perdiendo el contrapunteo, acá también surge otra incógnita, ya que el aumento del ritmo o de la velocidad de la música por parte del diablo, no es por otra cosa que el hecho de que está amaneciendo, y la incógnita es que el autor del poema deja abierta una posibilidad de que el diablo se marcha o porque Florentino nombra  a los santos y vírgenes o porque amanece y le teme a la luz del día. Durante todo el contrapunteo el coro permanece estático, hasta que al final, una vez que termina el contrapunteo, los últimos versos lanzados por Florentino son retomados por el coro.              
En este tercer movimiento Antonio Estévez conjuga todos los elementos musicales, se puede percibir cada detalle, el ritmo, la intensidad, la fuerza de cada instrumento y de cada verso que lanzan los cantantes con el acompañamiento oportuno de los coros, hacen que el oyente sienta que está metido en medio del contrapunteo, hace que el oyente imagine la situación creyendo que en lugar de escucharla está observándola. Las voces se mantienen suspendidas por encima de la base musical en todo momento, entendiéndose además la dicción de cada palabra a la perfección.

### Letra
I Parte- EL RETO

(lento, cadencioso)

COROS

El coplero Florentino

por el ancho terraplén

caminos del Desamparo

desanda a golpe de seis.

Puntero en la soledad

que enlutan llamas de ayer,

macolla de tierra errante

le nace bajo el corcel.

Ojo ciego el lagunazo

sin garza, junco ni grey,

dura cuenca enterronada

donde el casco da traspié.

Los escuálidos espinos

desnudan su amarillez,

las chicharras atolondran

el cenizo anochecer.

Parece que para el mundo

la palma sin un vaivén.

El coplero solitario

vive su grave altivez

de ir caminando el erial

como quien pisa vergel.

En el caño de Las ánimas

se para muerto de sed.

y en las patas del castaño

ve lo claro del jagüey.

El cacho de beber tira,

en agua lo oye caer;

cuando lo va levantando

se le salpican los pies,

pero del cuerno vacío

ni gota pudo beber.

Vuelve a tirarlo y salpica

el agua clara otra vez,

más solo arena sus ojos

en el turbio fondo ven.

Soplo de quema el suspiro,

paso llano el palafrén,

mirada y rumbo el coplero

pone para su caney,

cuando con trote sombrío

oye un jinete tras él.

Negra se le ve la manta,

negro el caballo también;

bajo el negro pelo' 'e guama

la cara no se le ve.

Pasa cantando una copla

sin la mirada volver:

EL DIABLO

-Amigo, por si se atreve, 

aguárdeme en Santa Inés, 

que yo lo voy a buscar

para cantar con usté. 

COROS

Mala sombra del espanto

cruza por el terraplén.

Vaqueros de lejanía

la acompañan en tropel;

la encobijan y la borran

pajas del anochecer.

Florentino taciturno

coge el banco de través.

Puntero en la soledad

que enlutan llamas de ayer

parece que va soñando

con la sabana en la sien.

En un verso largo y hondo

se le estira el tono fiel:

FLORENTINO

Sabana, sabana, tierra

que hace sudar y querer, 

parada con tanto rumbo, 

con agua y muerta de sed, 

una con mi alma en lo sola, 

una con Dios en la fe; 

sobre tu pecho desnudo

yo me paro a responder: 

sepa el cantador sombrío

que yo cumplo con mi ley

y como canté con todos

tengo que cantar con él. 

II Parte: LA PORFÍA

(lento, tenebroso)

COROS

Noche de fiero chubasco

por la enlutada llanura,

y de encendidas chipolas

que el rancho del peón alumbran.

Adentro suena el capacho,

afuera bate la lluvia;

vena en corazón de cedro

el bordón mana ternura;

no lejos asoma el río

pecho de sabana sucia;

más allá coros errantes,

ventarrón de negra furia,

y mientras teje el joropo

bandoleras amarguras

el rayo a la palma sola

le tira señeras puntas.

Súbito un hombre en la puerta:

indio de grave postura,

ojos negros, pelo negro,

frente dé cálida arruga,

pelo de guama luciente

que con el candil relumbra.

Un golpe de viento guapo

le pone a volar la blusa,

y se le ve jeme y medio

de puñal en la cintura.

Entra callado y se apuesta

para el lado de la música.

Oiga vale, ese es el Diablo.

-La voz por la sala cruza.

Mírelo cómo llegó

con tanto barrial y lluvia,

planchada y seca la ropa,

sin cobija ni montura.

Dicen que pasó temprano,

como quien viene de Nutrias,

con un oscuro bonguero

por el paso de Las Brujas.

Florentino está silbando

sones de añeja bravura

y su diestra echa a volar

ansias que pisa la zurda,

cuando el indio pico de oro

con su canto lo saluda.

II Parte: LA PORFÍA (Contrapunteo)

(allegro vivo)

EL DIABLO

Catire quita pesares

contésteme esta pregunta:

¿Cuál es el gallo que siempre

lleva ventaja en la lucha

y aunque le den en el pico

tiene picada segura?

FLORENTINO

Tiene picada segura

el gallo que se rebate

y no se atraviesa nunca,

bueno si tira de pie,

mejor si pica en la pluma.

EL DIABLO

Mejor si pica en la pluma.

Si sabe tanto de todo

diga cuál es la república

donde el tesoro es botín

sin dificultá ninguna.

FLORENTINO

Sin dificultá ninguna,

la colmena en el papayo

que es palo de blanda pulpa:

el que no carga machete

saca la miel con las uñas.

EL DIABLO

Saca la miel con las uñas.

Contésteme la tercera

si respondió la segunda,

y diga si anduvo tanta

sabana sin sol ni luna

quién es el que bebe arena

en la noche más oscura.

FLORENTINO

En la noche más oscura

no quiero ocultar mi sombra

ni me espanto de la suya.

Lo malo no es el lanzazo

sino quien no lo retruca:

tiene que beber arena

el que no bebe agua nunca.

EL DIABLO

El que no bebe agua nunca.

Así cualquiera responde

barajando la pregunta.

Si sabe dé su razón

y si no, no dé ninguna:

¿Quién mitiga el fuego amargo

en jagüey de arena pura,

quién mata la sed sin agua

en la soledad profunda?

FLORENTINO

En la soledad profunda

el pecho del medanal,

el romance que lo arrulla,

la conseja que lo abisma,

el ánima que lo cruza,

la noche que lo encobija,

el soplo que lo desnuda,

la palma que lo custodia,

el lucero que lo alumbra.

¿Qué culpa tengo señores

si me encuentra el que me busca?

EL DIABLO

Si me encuentra el que me busca

el susto lo descarea.

Falta un cuarto lPa’ la una

cuando el candil parpadea,

cuando el espanto sin rumbo

con su dolor sabanea,

cuando Florentino calla

porque se le va la idea,

cuando canta la pavita,

cuando el gallo menudea.

FLORENTINO

Cuando el gallo menudea

la garganta se me afina

y el juicio se me clarea.

Yo soy como el espinito

que en la sabana florea:

le doy aroma al que pasa

y espino al que me menea.

EL DIABLO

Espino al que me menea.

No le envidio al espinito

las galas de que alardea:

cuando la candela pasa

la pata se le negrea.

Con plantaje y bulla de ala

no se cobra la pelea.

Vaya poniéndose alante

lPa’ que en lo oscuro me vea.

FLORENTINO

lPa' que en lo oscuro me vea.

Amigo no arrime tanto

que el bicho se le chacea.

Atrás y alante es lo mismo

lPa’ l que no carga manea.

El que va atrás ve pa' lante

y el que va alante voltea.

EL DIABLO

El que va adelante voltea

a contemplar lo que sube

borrando lo que verdea:

en invierno el aguazal,

en verano la humarea.

Me gusta cantar al raso

de noche cuando ventea

porque así es como se sabe

quién mejor contrapuntea.

FLORENTINO

Quien mejor contrapuntea

hace sus tratos de día

y trabaja por tarea.

«¡Cójame ese trompo en la uña

a ver si taratatea!»

Ni que yo fuera lechuza

en campanario de aldea

para cantar en lo oscuro

con esta noche tan fea.

EL DIABLO

Con esta noche tan fea

una cosa piensa el burro

y otra el que arriba lo arrea.

¡Ay, catire Florentino!

escuche a quien lo previene:

dele tregua a la porfía

pa’ que tome y se serene

si no quiere que le falle

la voz cuando se condene.

FLORENTINO

La voz cuando se condene.

Mientras el cuatro me afine

y la maraca resuene

no hay espuela que me apure

ni bozal que me sofrene,

ni quien me obligue a beber

en tapara que otro llene.

Coplero que canta y toca

su justa ventaja tiene:

toca cuando le da gana,

canta cuando le conviene.

EL DIABLO

Canta cuando le conviene.

Si su destino es porfiar

aunque llueva y aunque truene

le voy a participar,

amigo, que en este duelo

yo no le vengo a brindar

miel de aricas con buñuelo.

Si se pone malicioso

no me extraña su recelo,

que al que lo mordió macagua

bejuco le para el pelo.

FLORENTINO

Bejuco le para el pelo.

Contra un giro atravesao

yo mi pollo ni lo amuelo.

Entre cantadores canto,

entre machos me rebelo,

entre mujeres me sobra

muselina y terciopelo,

cuando una me dice adiós

a otra le pido consuelo.

Desde cuando yo volaba

paraparas del rayuelo

vide con la noche oscura

la Cruz de Mayo en el cielo.

EL DIABLO

La Cruz de Mayo en el cielo.

A mí no me espantan sombras

ni con luces me desvelo:

con el sol soy gavilán

y en la oscuridá mochuelo,

familia de alcaraván

canto mejor cuando vuelo;

también como la guabina

si me agarra me le pelo,

también soy caimán cebao

que en boca e’ caño lo velo.

FLORENTINO

Que en boca e’ caño lo velo.

Me acordé de aquel corrío

que me lo enseñó mi abuelo:

Velando al que nunca pasa

el vivo se quedó lelo,

para caimán el arpón

para guabina el anzuelo,

patiquín que estriba corto

no corre caballo en pelo.

¿Con qué se seca la cara

el que no carga pañuelo?

¿Pa’ qué se limpia las patas

el que va a dormí en el suelo?

EL DIABLO

El que va a dormí en el suelo

pega en la tierra el oío:

si tiene el sueño liviano

nunca lo matan dormío.

Los gallos están cantando,

escúcheles los cantíos,

los perros están aullando,

recuerde lo convenío.

«Zamuros de la Barrosa

del alcornocal del Frío

albricias pido señores

que ya Florentino es mío».

FLORENTINO

Que ya Florentino es mío.

¡ñéngueres de Banco Seco!

¡taro-taros del Pionío!

Si usté dice que soy suyo

será que me le he vendío,

si me le vendí me paga

porque yo a nadie le fío.

Yo no soy rancho veguero

que le mete el agua el río,

yo no soy pájaro bobo

pa' estar calentando nío.

EL DIABLO

lPa’ estar calentando nío.

No sé si es pájaro bobo

pero va por un tendío

con la fatiga del remo

en el golpe mal medío;

y en la orilla del silencio

se le anudará el tañío

cuando yo mande a parar

el trueno y el desafío.

FLORENTINO

El trueno y el desafío.

Me gusta escuchar el rayo

aunque me deje aturdío,

me gusta correr chubasco

si el viento lleva tronío.

águila sobre la quema,

reto del toro bravío.

Cuando esas voces me llaman

siempre les he respondío.

¡Cómo me puede callar

coplero recién vestío!

EL DIABLO

Coplero recién vestío,

mano a mano y pecho a pecho

ando atizándome el brío

con el fuego del romance

que es don de mi señorío.

Relámpagos me alumbraron

desde el horizonte ardío

nariceando cimarrones

y sangrando a los rendíos

con la punta' 'e mi puñal

que duele y da escalofrío.

FLORENTINO

Que duele y da escalofrío...

Dame campo pensamiento

y dame rienda albedrío

lPa’ enseñarle al que no sabe

a rematar uh corrío.

Cimarrones hay que verlos,

de mautes no le porfío;

puñal, sáquelo si quiere

a ver si repongo el mío.

Duele lo que se perdió

cuando no se ha defendío.

EL DIABLO

Cuando no se ha defendío

lo que se perdió no importa

si está de pies el vencío.

porque el orgullo indomable

vale más que el bien perdío.

Por eso es que me lo llevo

con la nada por avío

en bongo de veinte varas

que tiene un golpe sombrío.

Y vuelvo a cambiarle el pie

a ver si topa el atajo.

FLORENTINO

A ver si topa el atajo.

Cuando se fajan me gusta

porque yo también me fajo.

«Zamuros de la Barrosa

del alcornocal de abajo:

ahora verán, señores,

al Diablo pasar trabajo».

EL DIABLO

Al Diablo pasar trabajo.

No miente al que no conoce

ni finja ese desparpajo,

mire que por esta tierra

no es primera vez que viajo,

y aquí saben los señores

que cuando la punta encajo

al mismo limón chiquito

me lo chupo gajo a gajo.

FLORENTINO

Me lo chupo gajo a gajo.

Usté que se alza el copete

y yo que se lo rebajo.

No se asusten compañeros,

déjenlo que yo lo atajo,

déjenlo que pare suertes,

yo sabré si le barajo;

déjenlo que suelte el bongo

lPa’ que le coja agua abajo;

antes que Dios amanezca

se lo lleva quien lo trajo;

alante el caballo fino,

atrás el burro marrajo.

¡Quién ha visto dorodoro

cantando con arrendajo!

Si me cambió el consonante

yo se lo puedo cambiar.

EL DIABLO

Yo se lo puedo cambiar.

Los graves y los agudos

a mí lo mismo me dan,

porque yo eché mi destino

sobre el nunca y el jamás.

¡Ay! catire Florentino,

cantor de pecho cabal,

qué tenebroso el camino

que nunca desandará,

sin alante, sin arriba,

sin orilla y sin atrás.

Ya no valen su baquía,

su fe ni su facultá

catire quitapesares

arrendajo y turupial.

FLORENTINO

Arrendajo y turupial.

De andar solo esa vereda

los pies se le han de secar,

y se le hará más profunda

la mala arruga en la faz;

porque mientras llano y cielo

me den de luz su caudal,

mientras la voz se me escuche

por sobre la tempestá,

yo soy quien marco mi rumbo

con el timón del cantar.

Y si al dicho pido ayuda

aplíquese esta verdá:

que no manda marinero

donde manda capitán.

EL DIABLO

Donde manda capitán

usted es vela caída,

yo altivo son de la mar.

Ceniza será su voz,

rescoldo de muerto afán

sed será su última huella

náufraga en el arenal,

humo serán sus caminos,

piedra sus sueños serán,

carbón será su recuerdo,

lo negro en la eternidá,

para que no me responda

ni se me resista más.

Capitán de la Tiniebla

es quien lo viene a buscar.

FLORENTINO

Es quien lo viene a buscar.

Mucho gusto en conocerlo

tengo señor Satanás.

Zamuros de la Barrosa

salgan del Arcornocal

que al Diablo lo cogió el día

queriéndome atropellar.

Sácame de aquí con Dios

Virgen de la Soledá,

Virgen del Carmen bendita,

sagrada Virgen del Real,

tierna Virgen del Socorro,

dulce Virgen de la Paz,

Virgen de la Coromoto,

Virgen de Chiquinquirá,

piadosa Virgen del Valle,

santa Virgen del Pilar,

Fiel Madre de los Dolores

dame el fulgor que tú das,

¡San Miguel! dame tu escudo,

tu rejón y tu puñal,

Niño de Atocha bendito,

Santísima Trinidá.

COROS

Es quien lo viene a buscar.

Mucho gusto en conocerlo

tengo señor Satanás.

Zamuros de la Barrosa

salgan del Arcornocal

que al Diablo lo cogió el día

queriéndome atropellar.

Sácame de aquí con Dios

Virgen de la Soledá,

Virgen del Carmen bendita,

sagrada Virgen del Real,

tierna Virgen del Socorro,

dulce Virgen de la Paz,

Virgen de la Coromoto,

Virgen de Chiquinquirá,

piadosa Virgen del Valle,

santa Virgen del Pilar,

Fiel Madre de los Dolores

dame el fulgor que tú das,

¡San Miguel! dame tu escudo,

tu rejón y tu puñal,

Niño de Atocha bendito,

Santísima Trinidá.

 

## Estreno
El 25 de julio de 1954, se estrenó la obra en el Teatro Municipal de Caracas, cuya capacidad estaba a plenitud, la obra estuvo dirigida por el mismo Antonio Estévez, fue interpretada por la Orquesta Sinfónica de Venezuela, los solistas fueron el barítono y músico reconocido Antonio Lauro como El Diablo y el tenor Teodoro Capriles como Florentino. Una vez finalizada la obra, el teatro estalló de júbilo, los gritos y los aplausos se desbordaron por todas partes, la emoción de los presentes era palpable, los gritos y aplausos se prolongaron por largos ratos.La Cantata criolla se presentaría una vez más en ese año de 1954, en la Concha Acústica de Bello Monte el 5 de diciembre de 1954, durante la realización del Primer Festival Latinoamericano de Música de Caracas, festival al cual asistieron los mejores intérpretes musicales de todo el continente, al final de esta presentación, el maestro Antonio Estévez, dejó salir las lágrimas de sus ojos de tanta emoción, al ver que un público tan difícil le aplaudía con tanta intensidad y tanta efusividad.
Alberto Arvelo Torrealba autor del poema Florentino y El Diablo en una carta dirigida a Estévez expresó lo siguiente: 

…su Cantata se nos revela sosegadora e inquietante, llana y profunda, universal y criolla, popular y erudita, real y fantasmagórica.

## Posterior a Estévez
La Cantata criolla se ha vuelto un clásico de la música clásica de América Latina, siendo una de las obras más representativas del nacionalismo musical del subcontinente latinoamericano, el maestro Antonio Estévez la dirigió desde su estreno en 1954, la última vez que la dirigió fue el 23 de julio de 1983. Fue el 15 de marzo de 1987, que por primera vez la dirigía alguien distinto a Estévez, la responsabilidad recayó sobre el gran director venezolano y pupilo de Estévez Felipe Izcaray, asimismo por primera era interpretada por una orquesta distinta a la Orquesta Sinfónica de Venezuela, en esa gala fue interpretada por la Orquesta Sinfónica Municipal de Caracas, y contó con la participación en los coros de la Coral Vinicio Adames, la Coral Siamora Guerra, Coro Polifónico Rafael Suárez, los coros de Medicina e Ingeniería de la UCV, la Coral Calcaño, el Orfeón Universitario Simón Bolívar, asimismo los solistas fueron Idwer Álvarez (Florentino) y Juan Tomás Martínez (El Diablo).
En 1990 el director mexicano Eduardo Mata, grabó la Cantata criolla junto con la Sinfónica Simón Bolívar, para esta ocasión los papeles de los solistas recayeron sobre Idwer Álvarez (Florentino) y William Alvarado (El Diablo). Para esta grabación se incorporaron arreglos de arpa venezolana en los interludios, se incorporaron arreglos para las voces de las sopranos de los coros los cuales se mantienen en las interpretaciones de la Cantata criolla desde entonces. El disco fue publicado en 1992.
El tenor Idwer Álvarez ha interpretado el papel de Florentino en más de 150 ocasiones, haciendo dicha interpretación prácticamente suya.